# Danuta Błażejczyk
Danuta Elżbieta Błażejczyk z domu Cichowska (ur. 15 marca 1953 w Puławach) – polska piosenkarka.

## Życiorys
Studiowała na Wydziale Filologii Rosyjskiej Wyższej Szkoły Pedagogicznej w Rzeszowie i bibliotekarstwo na Uniwersytecie im. Marii Curie-Skłodowskiej w Lublinie.
Zadebiutowała jako piosenkarka w 1972 w amatorskim zespole 31 Mil. Później współpracowała z formacją Fly, z którą śpiewała utwory rockowe i standardy jazzowe. W 1976 zwyciężyła w 7. Przeglądzie Wokalistów i Zespołów Muzycznych Lubelszczyzny w Świdniku, jednak zrezygnowała z nagrody, jaką był występ na Krajowym Festiwalu Piosenki Polskiej w Opolu. W latach 1978–1979 była chórzystką w zespole Maryli Rodowicz, z którą koncertowała m.in. na Kubie i w Bułgarii.
W 1979 z własnym zespołem koncertowała w Szwajcarii i Finlandii. W 1985 uzyskała zawodowe uprawnienia estradowe oraz rozpoczęła współpracę z Włodzimierzem Korczem i Wojciechem Młynarskim – z ich piosenką „Taki cud i miód” zadebiutowała w 1985 występem na 22. KFPP w Opolu, na którym otrzymała nagrodę za indywidualność artystyczną. Również w 1985 premierę miał album pt. Alicja Majewska: Piosenki Korcza i Młynarskiego, na którym zaśpiewała w chórkach (wraz z Grażyną Łobaszewską i Jorgosem Skoliasem). W 1986 wydała swój pierwszy solowy album pt. Danuta Błażejczyk: Taki cud i miód. Śpiewała w widowisku muzycznym Złe zachowanie wystawianym w Teatrze Rampa w Warszawie w reż. Andrzeja Strzeleckiego oraz w kabaretach: Pod Egidą i Pod Spodem. Odbyła trasę koncertową z zespołem  Budka Suflera.
W 1986 otrzymała Srebrną Lirę (za wykonanie utworu „Serce nie jest wyspą samotną”) na Międzynarodowym Festiwalu Piosenki w Bratysławie, poza tym nagrodę im. Karola Musioła i Bursztynową Paterę (za „Łagodne światło świtu”) na 23. KFPP w Opolu oraz nagrodę organizatorów (za „Nuty na szczęście”) na Międzynarodowym Festiwalu Przebojów w Rostocku. Współpracowała z orkiestrami Big Warsaw Band i Alex Band oraz z muzykami jazzowymi, m.in. Andrzejem Jagodzińskim, Henrykiem Miśkiewiczem, Pawłem Perlińskim, Januszem Zabieglińskim. W 1988 wystąpiła w jubileuszowej trasie koncertowej Wojciecha Młynarskiego i zaśpiewała w koncercie dedykowanym artyście podczas 25. KFPP w Opolu. W 2002 zaśpiewała piosenkę „Bonnie & Clyde” w programie Co nam w duszy gra w TVP oraz była jurorką w jednym z odcinków programu Droga do gwiazd w TVN.
24 maja 2023 odbył się w RDC benefis artystki pt. „Taki cud i miód”, podczas którego świętowała 70. urodziny. Udział w nim wzięli także inni artyści, m.in. Irena Santor, Monika Urlik z córką Jaśminą, Ludmiła Małecka, Małgorzata Nakonieczna, Karolina Błażejczyk, Andrzej Rybiński, Kamil Bijoś, Krzysztof Gwiazda i Mariusz Urbaniak. W następnym miesiącu wystąpiła na jubileuszowym 60. KFPP w Opolu, gdzie wraz z Andrzejem Rybińskim wykonała jego piosenki: „Pocieszanka”, „Czas relaksu”, „Nie liczę godzin i lat”.

## Wybrane wydarzenia
- 1992 – premiera recitalu Na krawędzi nocy i dnia nagranego dla TVP1 z udziałem Ryszarda Rynkowskiego i  Zbigniewa Wodeckiego
- 1994 – premiera musicalu „Nunsense” z muzyką Dana Goggina w „Teatrze na Woli” w Warszawie  /rola Siostry Hubert/
- 1996 – premiera płyty „Tak trochę o miłości” wydanej przez KOCH INTERNATIONAL
- 1997 – premiera musicalu „FAME” Davida de Silvy i Steviego Margoshes /rola Miss Shermann/ w Teatrze Powszechnym w Radomiu i Teatrze Komedia w Warszawie
- 1998 – udział w nagraniu płyty z piosenkami z musicalu „FAME"/Pomaton EMI; ScenaFM/
- 1998 – premiera programu telewizyjnego z kolędami „A gwiazda szła przed nimi” nagranego w Jerozolimie dla TVP1 z udziałem Ryszarda Rynkowskiego
- 2008 – premiera spektaklu Moniuszkowo /reż. Barbara Dziekan, dialogi Ernest Bryll/opartego na 27 pieśniach St.Moniuszki

## Dyskografia
- 2008: CD Dla Ciebie jestem sobą-The Best wyd.MTJ
- 2005: CD Gershwin-Summertime
- 2003: Tak to ja (wyd. wspólnie przez Carla Production, PTK Centertel – operatora sieci IDEA, Polskie Radio,TVP2 i Pocztę Polską PRCD 348, premiera 10 czerwca)
- 2002: Co w sercu gra (DB 091-2 Bogdan Studio, CARLA Production Universal Poland, premiera 18 lipca)
- 1999: CD I Love Gershwin, wyd. Jazz Forum Rec.
- 1999: CD Gershwin-The Man I Love, Bogdan Studio B-015
- 1997: CD Tak trochę o miłości, wyd. KOCH International 33914-2
- 1986: LP Danuta Błażejczyk: Taki cud i miód, wyd. Polskie Nagrania/Muza SX 2322

### Inne płyty
- CD Ryszard Rynkowski, Danuta Błażejczyk: A gwiazda szła przed nimi (Bogdan Studio, B-017)
- CD FAME – The Musical (Pomaton EMI, 7243 4 96232 2 4)
- CD Święty Mikołaj z tektury (SelleS Enterprises, SELL 027)
- CD Evergreens 20 lat Górny Orchestra GP 0297
- CD KOCH NEWS 1/97 (KOCH International Poland)
- CD POKEMON Złap je wszystkie (KOCH Int. Poland)
- CD Kolędy i pastorałki Złota kolekcja (Pomaton EMI)
- CD Alex Band - Gold (KOCH Int. Poland)
- CD Mamine kołysanki (Pomaton EMI)
- CD Wojciech Młynarski: Prawie całość (Polskie Radio/Pomaton EMI)
- CD Jonasz Kofta: Jonasz Kofta (Polskie Radio PRCD 321-325)
- CD Piosenki na Święta (Sony Music Entertainment Poland 514844)
- CD Andrzej Zaucha: C'est la vie (Polskie Radio 2004 PRCD 471-475)
- 1988 LP Big Warsaw Band: Summertime – The Best of George Gershwin (Wifon LP 129)
- 1987 LP Włodzimierz Korcz – Moje piosenki (Muza SX-2535)
- 1986 LP Kolędy (Pronit PLP-0017)
- 1985 LP Opole '85 (Muza SX-2246)
- LP Wyssane z palca – Piosenki Jana Brzechwy (Tonpress SX-T-139)

## Wybrane piosenki
- Concorde (muz. Zbigniew Górny, sł. Jan Wołek)
- I Love Porgy (muz. George Gershwin, sł. DuBose Heyward)
- Łagodne światło świtu (muz. Włodzimierz Korcz, sł. Wojciech Młynarski)
- Marzenki (muz. Stanisław Walczykiewicz, sł. Agnieszka Osiecka)
- Mocniej zabiło mi serce (muz. Sławomir Sokołowski, sł. Danuta Błażejczyk)
- Moja cierpliwość (muz. Janusz Koman, sł. W. Młynarski)
- Nuty na szczęście (muz. Ryszard Szeremeta, sł. Jadwiga Has)
- Serce nie jest wyspą samotną (muz. W. Korcz, sł. W. Młynarski)
- Taki cud i miód (muz. W. Korcz, sł. W. Młynarski)
- Wielki romans małych serc (muz. W. Zieliński, sł. M. Wojtaszewska)
- Wsiadaj na miotłę (muz. R. Szeremeta, sł. W. Młynarski)

### Dla dzieci
- Natka - szczerbatka
- Szpak i sowa

## Filmografia[10]
- 1994: Królestwo Zielonej Polany – pani Biedronka (głos, partie wokalne)
- 2005: Lokatorzy – Irena Marzec (odc. 212)
- 2016: Wesele w Kurnej Chacie – Rachela

## Odznaczenia
- Złoty Medal „Zasłużony Kulturze Gloria Artis” (2024)[11]
- Srebrny Medal „Zasłużony Kulturze Gloria Artis” (2011)[12]

## Wybrane nagrody
- 1985 – Nagroda Specjalna Jury XXII KFPP w Opolu za indywidualność artystyczną - piosenka „Taki cud i miód” / W.Korcz, W.Młynarski /
- 1986 – I nagroda za „Łagodne światło świtu” /W.Korcz, W.Młynarski/ oraz Nagroda im. Karola Musioła na XXIII KFPP w Opolu
- 1986 – II nagroda /Srebrna Lira/ na Międzynarodowym Festiwalu Bratysławska Lira 86 w Bratysławie za interpretację piosenki „Serce nie jest wyspą samotną”   /W.Korcz, W.Młynarski/
- 1986 – III nagroda na Międzynarodowym Festiwalu OIRT w Warszawie za „Samba blond” /R.Szeremeta, W.Młynarski/
- 1987 – II nagroda na XXIV KFPP w Opolu za „Nuty na szczęście” /R.Szeremeta, J.Has/
- 1988 – Nagroda Stowarzyszenia Muzyków Rozrywkowych STOMUR na XXV KFPP w Opolu za interpretację piosenki „Moja broń serdeczna" /A.Maliszewski W.Młynarski/
- 1989 – Nagroda na XXVI KFPP w Opolu za interpretację piosenki „Concorde” /Z.Górny,J.Wołek/
- 1991 – nagroda za interpretację piosenki „Moja cierpliwość” /J.Koman. W.Młynarski/
- 2018 – Nagroda 100-lecia ZAiKS-u[13]
- 2022 – Nagroda specjalna ZAiKS-u[13]